# Pedro de Rojas (caricaturista)
Pedro de Rojas (Sevilla, 1873-Buenos Aires, 1947) fue un caricaturista, dibujante e ilustrador español, emigrado a Argentina.

## Biografía
Nació en Sevilla el 24 de febrero de 1873.
Caricaturista, estuvo encargado de la información gráfica en los periódicos madrileños Veloz Sport, La Correspondencia de España, La Correspondencia Militar y El Disloque (1900), además de participar en Madrid Cómico, Juan Rana, Blanco y Negro y Nuevo Mundo, entre otras publicaciones periódicas.
Rojas, que en 1897 pasó a pertenecer a la Asociación de la Prensa de Madrid, en 1903 marchó a Cuba y, más tarde, a Argentina. Falleció el 4 de septiembre de 1947 en Buenos Aires.